# Bordels militaires allemands durant la Seconde Guerre mondiale

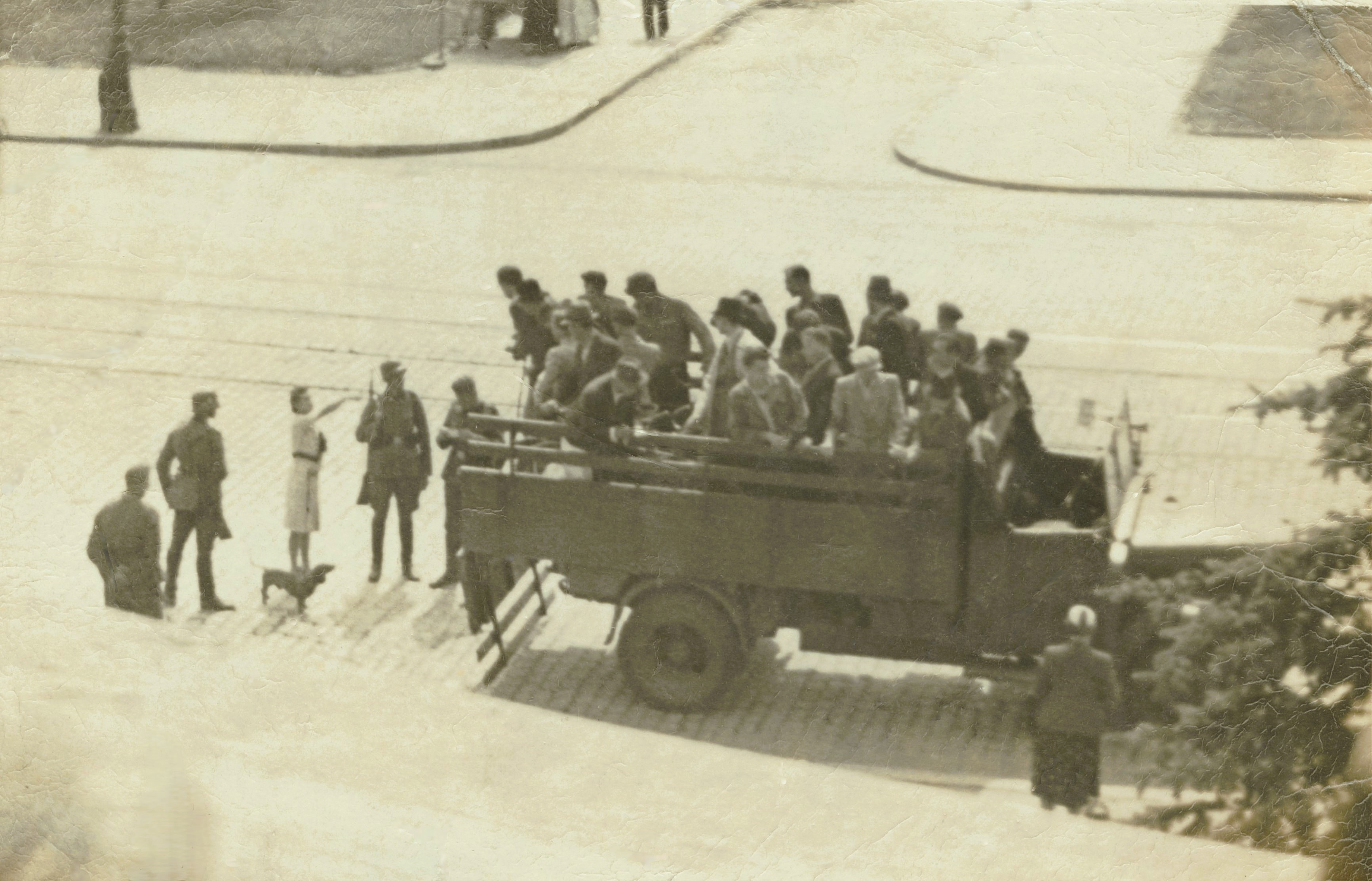
Une rafle dans le quartier de Żoliborz, à Varsovie, en 1941.

Les bordels militaires allemands ont été mis en place par le Troisième Reich durant la Seconde Guerre mondiale, dans une grande partie de l'Europe occupée, pour l'usage de la Wehrmacht et des SS. 
Ces lieux sont généralement nouvellement créés, mais à l'ouest, ils ont parfois été mis en place dans des bordels existants. Jusqu'en 1942, il existait environ 500 bordels militaires de ce genre dans l'Europe occupée par les nazis. Souvent en place dans les hôtels confisqués et gardés par la Wehrmacht, ces installations sont utilisées par les soldats en déplacement et ceux retirés du front,.
On estime qu'avec les bordels des camps de concentration, au moins 34 140 femmes européennes ont été contraintes à se prostituer pendant l'occupation allemande. Dans de nombreux cas et en Europe orientale, les femmes concernées étaient enlevées dans les rues de villes occupées à l'occasion de rafles par les militaires allemands et la police,.

## Europe de l'Est
Le ministère des Affaires étrangères du gouvernement polonais en exil publie le 3 mai 1941 un document décrivant les raids d'enlèvements de masse, organisés dans les villes polonaises dans le but de capturer les jeunes femmes et les soumettre à l'esclavage sexuel dans les bordels fréquentés par les soldats et officiers allemands. Dans un même temps, les jeunes filles polonaises, dès l'âge de 15 ans, sont considérées comme aptes pour le travail forcé et expédiées en Allemagne, pour y être exploitées sexuellement par les soldats allemands, en général sur leur lieu de destination.
Franz Mawick, le chauffeur suisse pour les missions de la Croix-Rouge, écrit, de Varsovie en 1942, au sujet de ce dont il est le témoin :

« Des allemands en uniformes [...] regardent fixement les femmes et les filles âgées de 15 à 25 ans. L'un des soldats sort une lampe de poche et éclaire l'une des femmes, droit dans les yeux. Les deux femmes tournent leurs visages pâles vers nous, exprimant la lassitude et la résignation. La première doit avoir 30 ans environ. Que cherche cette vieille pute  ici ? L'un des trois soldats rit. Du pain, monsieur demande la femme [...] Tu auras un coup de pied dans le cul mais pas du pain.  lui répond le soldat. Le possesseur de la lampe-torche dirige à nouveau la lumière sur les visages et les corps des jeunes filles [...] La plus jeune est peut-être âgée de 15 ans [...].  Ils ouvrent son manteau et commencent à la peloter avec leurs pattes avides : celle-ci est idéale pour le lit dit-il. »

En URSS, les femmes sont également enlevées par les forces allemandes aux fins de prostitution. Un rapport du Tribunal militaire international écrit : « Dans la ville de Smolensk, le commandement allemand a ouvert un bordel pour les officiers dans l'un des hôtels où des centaines de femmes et de filles sont conduites. Elles sont impitoyablement traînées dans la rue par les bras et les cheveux. »

## Les tentatives d'évasion
Les femmes soumises à l'esclavage sexuel par les autorités allemandes ont parfois tenté de s'échapper. Il existe au moins une tentative d'évasion de masse connue : il s'agit de Polonaises et de Russes parties d'un bordel militaire allemand situé en Norvège. Après leur fuite, les femmes ont demandé l'asile à l'Église luthérienne locale.

## La prostitution forcée
Un rapport de 1977 affirme que les femmes qui se prostituaient déjà avant la guerre étaient inscrites dans les bordels militaires,. Ruth Seifert, professeur de sociologie à l'Université des Sciences Appliquées de Ratisbonne, soutient que les femmes étaient forcées de travailler dans ces bordels, comme cela a été montré lors du procès des grands criminels de guerre devant le Tribunal militaire international de Nuremberg en 1946.

## Les bordels nazis dans la France occupée

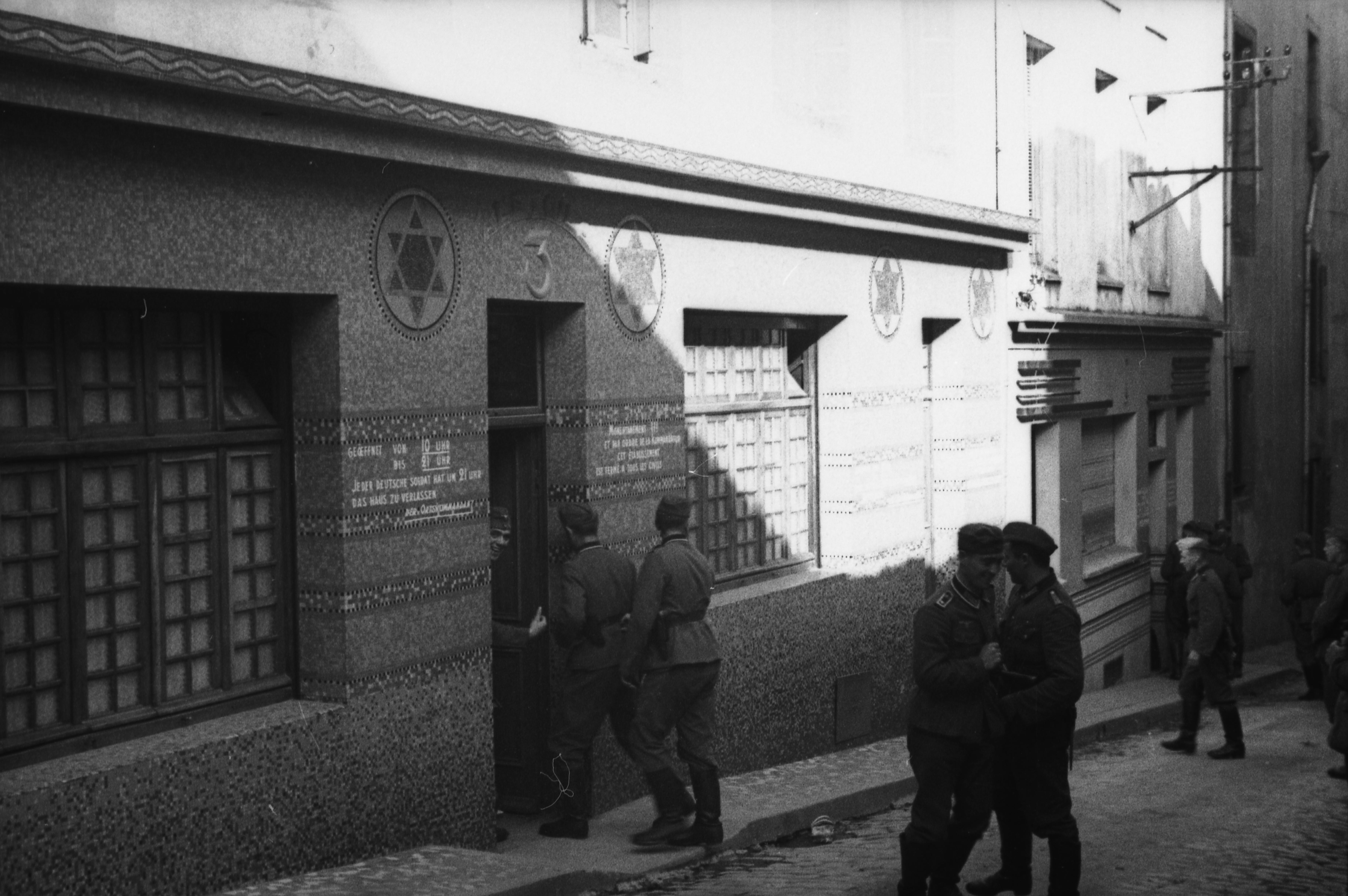
Soldats allemands entrant dans un Soldatenbordell à Brest (France) (1940). Le bâtiment, présenté par la propagande nazie comme un ancien lieu de culte juif, est plus probablement le décor d'une maison close d'avant-guerre.

Selon Inse Meinen, la Wehrmacht a établi un système complètement bureaucratique de près de 100 nouveaux bordels, bien avant 1942, basé sur un système de contrôles existant par le gouvernement. Les soldats reçoivent des cartes de visite officielles délivrées par l'Oberkommando des Heeres : il leur était interdit d'avoir des relations sexuelles avec d'autres Françaises. En septembre 1941, le général Walther von Brauchitsch suggère qu'une visite hebdomadaire pour tous les jeunes soldats est considérée comme obligatoire pour éviter les « abus sexuels » entre eux. Les travailleuses du sexe avaient un examen médical planifié pour ralentir la propagation des maladies vénériennes.
La réglementation de la vie sexuelle des soldats est publiée le 29 juillet 1940. À partir de cette date, la prostitution libre est interdite et réprimée par la police. Comme auparavant, les prostituées sont payées symboliquement.
Devant la prospérité des bordels, le gouvernement promulgue, le 31 décembre 1941, une loi de finances assimilant les maisons closes aux spectacles de troisième catégorie (avec les courses d'animaux, les courses pédestres ou nautiques, les courses cyclistes, les matchs de boxe et d'escrime, les bals, la pelote basque et les séances de prestidigitation). Les propriétaires de bordels, qui sont redevables au fisc de 8 à 18 % de leurs profits (selon les tranches) acceptent de bonne grâce de payer cet impôt spécial car ils y voient une reconnaissance officielle de leur profession par le régime de Vichy. Cette reconnaissance est confirmée le 11 avril 1942 lorsque les « maîtres et maîtresses d'hôtels meublés de la France et des colonies » sont admis dans le comité interprofessionnel de l'industrie hôtelière : les patrons de maisons closes sont désormais des honnêtes commerçants.